# Brito Camacho

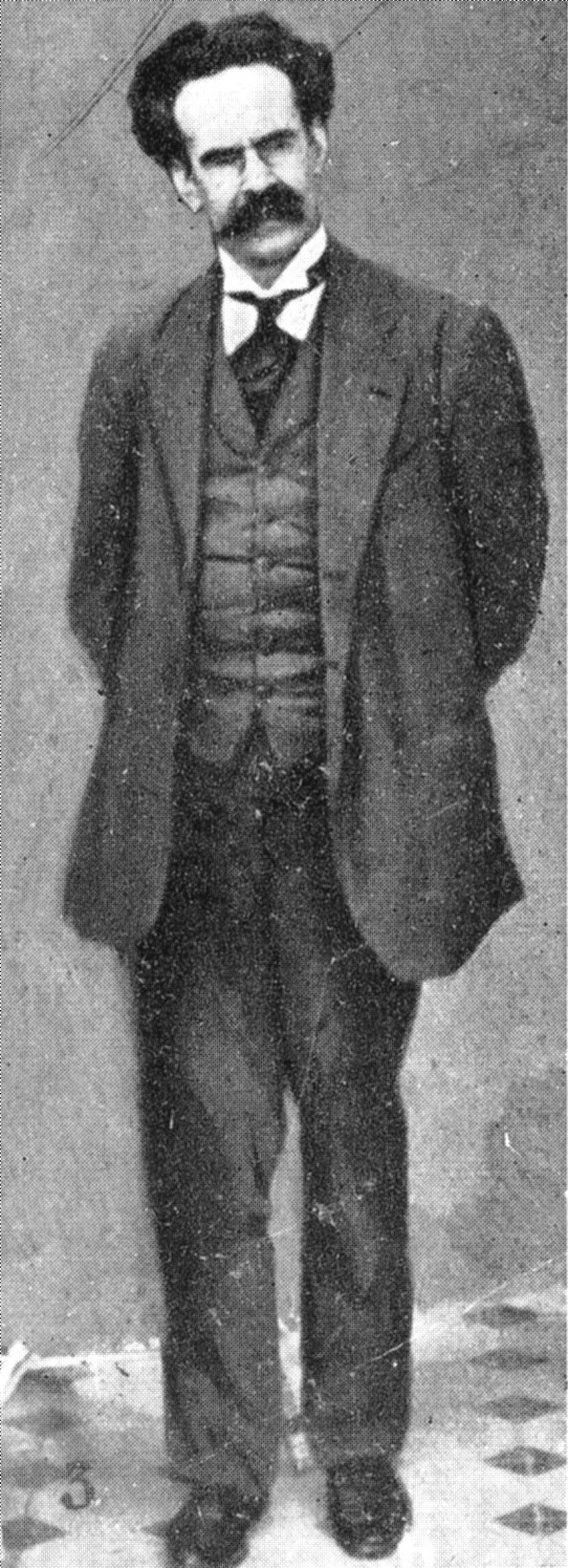
Manuel de Brito Camacho

Manuel de Brito Camacho (* 12. Februar 1862 in Aljustrel; † 19. September 1934 in Lissabon) war ein Politiker und Kolonialbeamter aus der Zeit der ersten Republik in Portugal.

## Leben
Brito Camacho war Mitglied der Portugiesischen Republikanischen Partei (PRP). Als sich in der PRP der links-liberale, antiklerikale Flügel des Afonso da Costa durchsetzte, verließ Brito Camacho mit seinen Anhängern am 26. Februar 1912 die Partei und gründete die Unionistische Partei, der er während der ersten Republik mehrere Jahre vorstand. Auch gründete er die Zeitung A Luta („Der Kampf“), das Parteiblatt der Unionisten, das er leitete. In der Anfangsphase der ersten Republik war er kurz Ausbildungsminister.
Während des Ersten Weltkrieges kam es in Portugal zu einer großen Koalition, der so genannten „Regierung der geheiligten Einheit“ (governo da união sagrada), geführt von António José de Almeida. Zu dieser Regierung hatten sich die Demokraten und die Evolutionisten zusammengeschlossen, die beiden anderen großen Nachfolgeparteien der PRP. Brito Camacho stand dieser Regierung ablehnend gegenüber.
Später ging er nach Mosambik, wo er von 1921 bis 1923 portugiesischer Gouverneur wurde. Seine Partei, die Unionisten, hatte sich bereits 1919 mit den Evolutionisten zur Liberal-Republikanischen Partei vereinigt.